# سوکراجا
سوکراجا(اندونزیایی: Sukaraja) شهری در استان جاوه غربی کشور اندونزی است. جمعیت این شهر بر اساس سرشماری سال ۲۰۰۰ میلادی ۱۱۲٫۴۳۸ تن بوده که در سال ۲۰۰۷ میلادی به ۱۲۲٫۹۸۰ نفر افزایش یافته‌است.